# Rick Scott
Richard Lynn "Rick" Scott (født 1. december 1952 i Bloomington, Illinois) er en amerikansk politiker. Han var den 45. guvernør for den amerikanske delstat Florida fra 2011-19. Scott er medlem af det Republikanske parti. 
Den 9. april 2010 meddelte Rick Scott, at han gik efter at blive det Republikanske partis kandidat til guvernørvalget i Florida. Ved partiets primærvalg i Florida fik Scott 46,4% af stemmerne, mod Bill McCollums 43,4%. Rick Scott vandt den 2. november 2010 guvernørvalget over sin demokratiske modkandidat Alex Sink med en margen på 1,15%. Scott blev 4. januar 2011 taget i ed som Floridas 45. guvernør, hvor han afløste den tidligere republikaner og uafhængige, og nu demokratiske, Charlie Crist.